# Hōchō

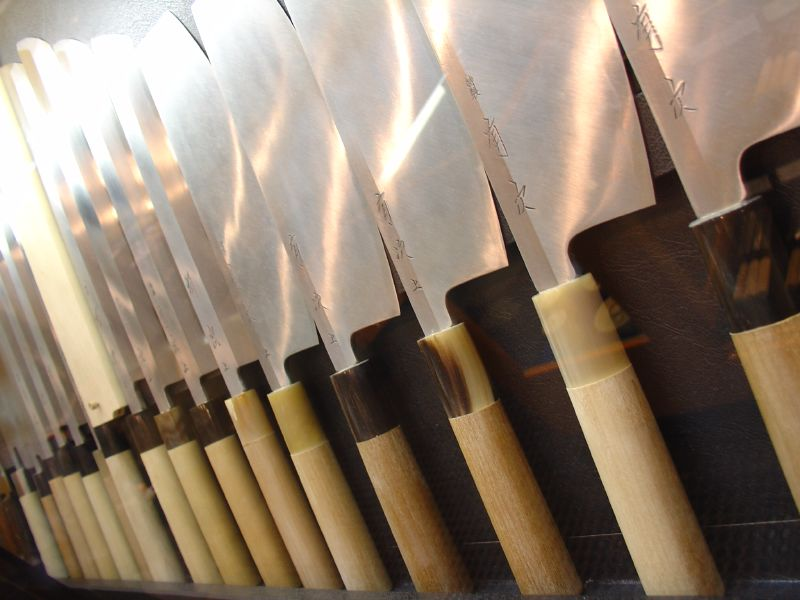
Hōchō

Hōchō (jap. 包丁, auch 庖丁, in Wortzusammensetzung -bōchō) ist das japanische Wort für Küchenmesser. Es gibt die Unterscheidung zwischen Wabōchō und Yōbōchō, wobei die Vorsilbe „Wa-“ für japanische Messer (traditionelle Formen, oft auch handgeschmiedet) und „Yō-“ für im westlichen Stil hergestellte Messer (größtenteils aus maschineller Fertigung) steht.
Die Messerklingen bestehen meist aus einem harten, aber spröden Kohlenstoffstahlkern, der mit einer oder mehreren Lagen weicheren, aber elastischeren Stahls feuerverschweißt ist.

## Formen
Ähnlich wie bei europäischen Küchenmessern haben sich spezielle Formen und Größen je nach Anwendungsbereich entwickelt. Neben Messern mit beidseitigem Anschliff (Ryō-ba) sind vor allem Messer mit einseitigem Anschliff (Kata-ba) gebräuchlich, da diese einen präziseren Schnitt ermöglichen, um beispielsweise feinere Filetierungen zu ermöglichen. Messer mit einseitigem Schliff werden sowohl in Rechts- als auch Linkshänderversionen hergestellt.

### Klingenform
Die gebräuchlichsten Klingenformen sind:
- Santoku: bedeutet „Drei Tugenden“, wobei mit den drei Tugenden Fleisch, Fisch und Gemüse gemeint ist. Daher wird es auch „Vielzweckmesser“ genannt. Es verfügt über ein breites Blatt für gute Führung am Fingerrücken und ist ein leichtes Messer mit beidseitigem Schliff, das europäischen Schneidegewohnheiten sehr entgegenkommt.  Aus diesem Grund ist es ein gutes „Einsteigermesser“ zum Kennenlernen von traditionellen Hōchō Messern. Es ist allerdings europäischen Messern ähnlicher als traditionellen Japanischen.
- Tako Hiki, Yanagi-ba, Fugu Hiki: eine schlanke, sehr lange Klinge (25–30 cm), die – wenn sie traditionell ist – auf jeden Fall einen einseitigen Schliff hat. Die Klinge des Yanagiba läuft in eine Spitze aus. Es ist eine klassische Klingenform, um rohes Fleisch und rohen Fisch zu schneiden. Die Form erinnert den Japaner an ein Weidenblatt, und Weide heißt auf Japanisch Yanagi, daher der Name. Dem Yanagiba ähnlich ist das Tako Hiki (蛸引,(„Oktopus-Abzieher/-schneider“)) und das Fugu Biki („Fugu/Kugelfisch-Abzieher/-schneider“). Diese Messer sind an der „Spitze“ rechteckig. Diese drei Messer werden auch als Sashimi Bōchō Messer bezeichnet.
- Deba: das Fischfiletier-Messer. Einseitig geschliffen bis auf den hinteren Teil am Griff, der beidseitig geschliffen[2] wird und der eher für gröbere Arbeiten verwendet wird, wie etwa um kräftige Mittelgräten zu durchtrennen oder Fischköpfe zu halbieren.
- Nakiri Bōchō: zum feinen Schälen von Gemüse und präzisen Schneiden von Gemüsestiften, Salatstreifen etc. Selbst hauchdünne Scheiben bei reifen Tomaten sind kein Problem. Es verfügt über ein breites Blatt für gute Führung am Fingerrücken. Das Nakiri ist beidseitig, das Usuba ist einseitig geschliffen. Mit dem Usuba erfolgt die Schnitttechnik Katsuramuki.
- Gyūtō: Die Klingenform ist dem westlich/europäischen Kochmesser ähnlich. Es ist, wie das Santoku, als Universalmesser anzusehen und wird sowohl mit einseitigem als auch mit beidseitigem Anschliff gefertigt. Es verfügt über eine schlanke Klingenform für feinere Arbeiten mit ziehendem oder schiebendem Schnitt.
- Ajikiri, auch Ko-Deba: Dieses Messer ist eine kleine Debavariante. Die Klinge ist deutlich kleiner und hat einen dünneren Rücken. Es wird zum Filetieren von kleinen Fischen wie den Stachelmakrelen (jap. Aji) verwendet. Auch das Ajikiri wird mit unterschiedlichen Anschliffen gefertigt.
- Petty: kleines Universalmesser für Obst, Schäl- und kleinere Schneidarbeiten mit einer Klingenlänge unter 10 cm, der Name stammt vermutlich von „petit“ (französisch „klein“)

Spezial-Klingenformen sind:
- Maguro Bōchō (鮪包丁): ein ein bis zwei Meter langes Messer, um Thunfisch zu schneiden. Die auf dem Tsukiji-Fischmarkt verwendete große Variante wird auch Oroshi Bōchō (おろし包丁) genannt, wobei Oroshi ‚Großhandel‘ bedeutet. Die kleinere halblange (han) Variante Hanchō Hōchō (半丁包丁).
- Unagisaki (うなぎ裂き) / Unagi Bōchō (ウナギ包丁): zum Schneiden von Aal.
- Menkiri Bōchō (麺切包丁): Nudelmesser zur Herstellung von Soba und Udon.

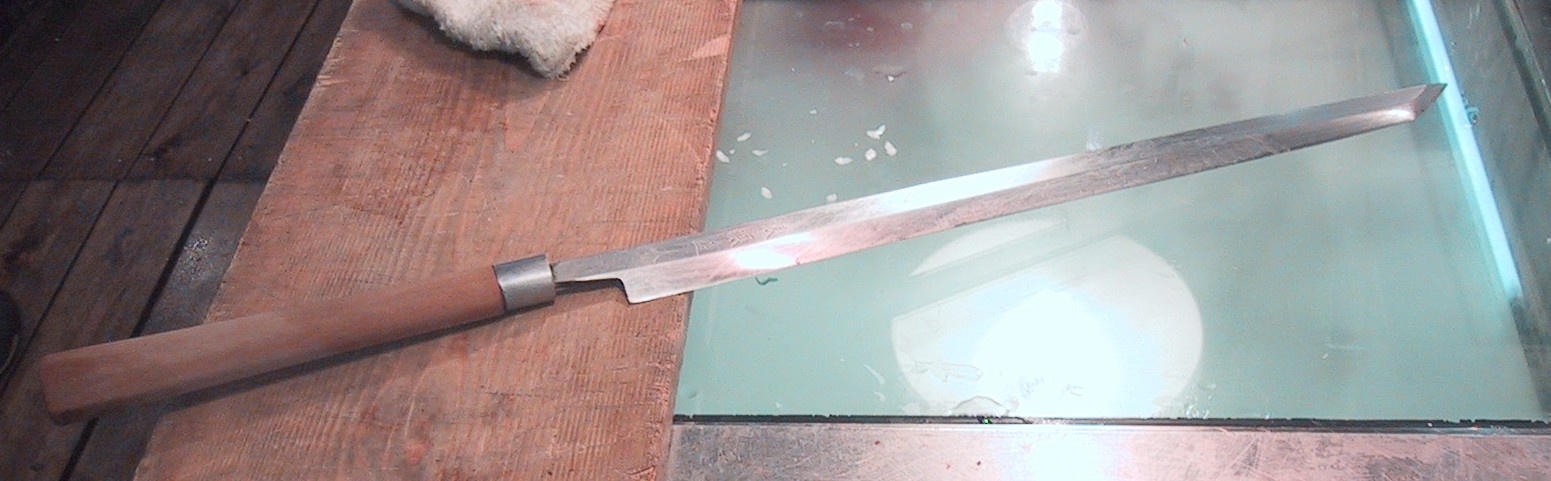
Hanchō Hōchō
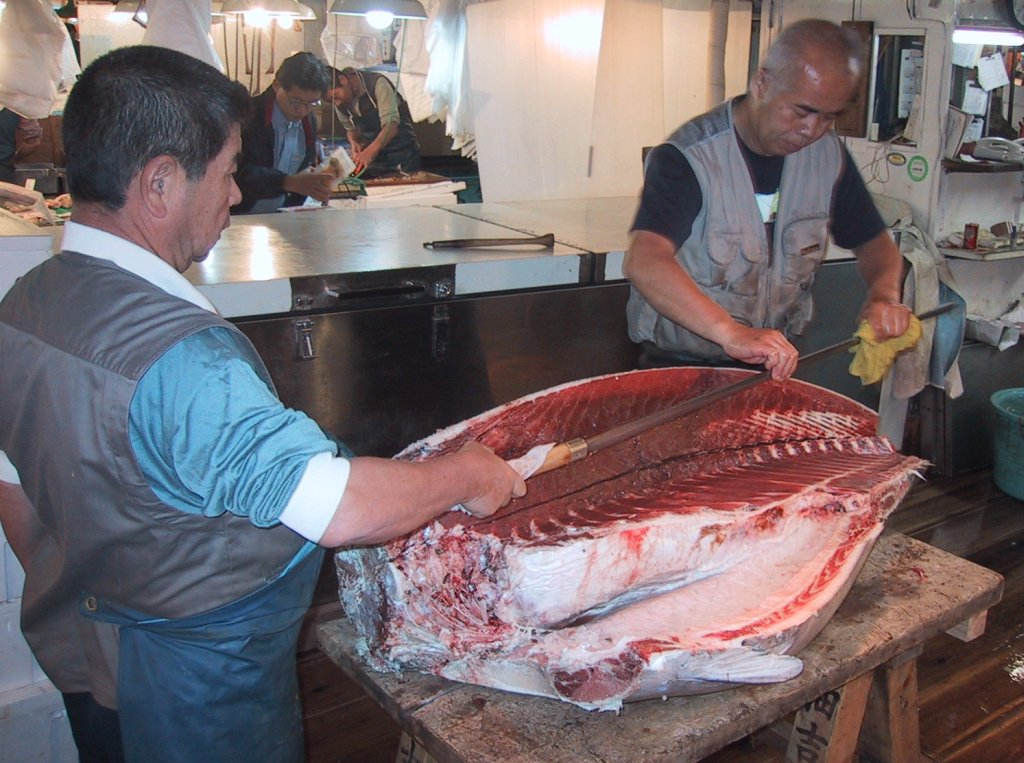
Zwei Mann verwenden ein Messer: das Oroshi Hōchō im Einsatz auf dem Tsukiji-Fischmarkt
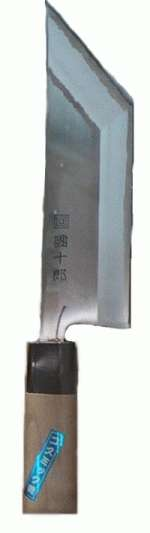
Unagisaki

### Griffform
Klassisch werden die Klingen von Hōchō mit einem beinahe zylindrischen Griff aus Magnolienholz eingefasst, welcher von einer Zwinge aus Büffelhorn oder Holz fixiert wird. Yobocho werden auch mit Messergriffen im europäischen Stil hergestellt.

## Verwendete Stahlsorten und Klingenaufbau
Wegen des feineren martensitischen Gefüges werden vornehmlich nichtrostfreie Stahlsorten verwendet. Insbesondere die Yasugi-Stähle des japanischen Unternehmens Hitachi finden heutzutage Verwendung (siehe Japanischer Messerstahl). Die Namen der Stahlsorten sind durch das Verpackungspapier entstanden:
- Weißpapier-Stahl (auch falsch weißer Papierstahl, jap. 白紙 shirogami) ist ein unlegierter Kohlenstoffstahl, welcher in seiner Reinheit dem Tamahagane (Stahl für Schwerter) sehr nahekommt. Sehr hohe Schärfe und Schnitthaltigkeit zeichnen ihn aus. Er wird insbesondere für feine Schnittwerkzeuge verwendet.
- Blaupapier-Stahl (auch falsch blauer Papierstahl, jap. 青紙 aogami) ist ein mit Mangan, Chrom und Wolfram legierter Kohlenstoffstahl. Dieser Stahl ist robuster als Weißpapierstahl und wird deshalb für Hackmesser und Ähnliches eingesetzt.
- Silberpapier-Stahl (auch falsch silberner Papierstahl, jap. 銀紙 gingami) ist ein rostfreier Stahl. Er wird für Messer verwendet, welche eine hohe Robustheit, jedoch keine hohe Schärfe erfordern.
- PM-Stähle – Bei Messern in westlichem Design werden inzwischen auch pulvermetallurgisch hergestellte Stähle (sog. PM-Stähle) verwendet, die in ihrer Härte die niedrig legierten Stahlsorten sogar übertreffen und zudem rostfrei sind. Allerdings lassen sie sich nicht so fein ausschleifen wie Weißpapier-Stahl.

Häufig werden auch mehrfach gefaltete Mehrlagenstähle (Suminagashi) verwendet, bei denen mehrere der obigen Stahlsorten kombiniert werden (ähnlich Damaszener Stahl).
Praktisch alle hochwertigen Hōchō haben laminierte Klingen, welche aus mehreren Lagen bestehen (einseitig geschliffene Messer meist aus zwei Lagen, beidseitig geschliffene Messer aus drei Lagen). Dabei wird spröder Stahl mit hoher Härte und feinem Gefüge (zur Bildung der Schneide) mit flexiblerem und pflegeleichterem Stahl feuerverschweißt, um eine hohe Klingenstabilität mit einer perfekten Schneide zu verbinden. Zudem werden auch Monostähle verarbeitet.
Der Unterschied zwischen einfacher Laminierung (Kasumi), Suminagashi (Damaszener Stahl) und Honyaki liegt darin, dass Suminagashi-Stahl sehr viele dünne Lagen aufweist, welche zu einem beinahe homogenen Material verbunden werden während beim Laminat die Stahlsorten deutlich getrennt bleiben, um an unterschiedlichen Stellen der Klinge unterschiedliche Aufgaben zu erfüllen.
Honyaki-Klingen bestehen aus einem Monostahl, d. h. die Klinge besteht nur aus einem einzigen Stahl. Um höchste Schärfe zu erreichen, sind diese Klingen differenziell, nur im Schneidenbereich, gehärtet. Dadurch werden Farbunterschiede auf der Klinge sichtbar („Hamon“). Die Herstellung von Honyaki-Klingen geschieht ausschließlich in Handarbeit, ist sehr aufwändig und erfordert hohes Wissen und Erfahrung. Diese Klingen sind meist sehr teuer.

## Verwendung

### Handhabung
Hōchō werden gewöhnlich mit ziehendem Schnitt auf einem Schneidbrett aus Kunststoff oder Holz verwendet. Werden klebrige Lebensmittel (wie z. B. Sushi) geschnitten, sollte das Messer vor jedem Schnitt mit Wasser angefeuchtet werden. Bei empfindlichen Klingen sollte der Kontakt mit harten Objekten (z. B. Knochen) vermieden werden.
- Für präzise Schnitte, z. B. für dünne Scheiben, soll das Blatt an Fingerknöcheln der freien Hand anliegen („Vor der Kralle schneiden“).
- Für Schälschnitte, z. B. beim Aufschneiden eines Rettichs oder einer Gurke, wird das Lebensmittel nahe an der Schneide geführt und gedreht.
- Für Zierschnitte wird die Klinge nahe an der Spitze geführt.
- Die hintere Schneidekante dient dem Entfernen von Augen bei Obst und Gemüse. Das Lebensmittel wird dabei gedreht.
- Messerführung beim Filieren und bei Sashimi mit ziehendem Schnitt. Der Anschliff liegt unten.

### Schneideunterlage
Schneideunterlagen (japan. Manaita) bestehen aus Holz oder Kunststoff. In Japan werden Schneidunterlagen oft aus weichen Hölzern wie Ginkgo oder Zypresse gefertigt. Bambus ist dicht und hart, enthält aber Silizium, welches das Messer abstumpfen lassen kann.
Schneidbretter aus harzhaltigem Nadelholz wie Kiefer sowie Hölzer mit bestimmten Inhaltsstoffen können unter Umständen Aromen auf das Schneidegut übertragen.
Inhaltsstoffe von Hölzern können eine antibakterielle Wirkung haben. In der Gastronomie und für Verkaufsstellen für Lebensmittel wird teilweise jedoch die Verwendung von (spülmaschinengeeigneten) Kunststoffunterlagen gefordert.

### Schärfen
Anders als bei europäischen Messern ist von der Verwendung eines Wetzstahles abzuraten. Die Schneidlage eines Hōchō kann eine Härte 60–65 HRC erreichen und ist damit deutlich empfindlicher als europäische Messer; das Wetzen kann daher leicht zu Ausbrüchen an der Schneide führen. Darüber hinaus ist ein Wetzstahl für die Instandhaltung der Klingen- und Schneidengeometrie bei einseitig geschliffenen Messern ungeeignet.
Hōchō werden auf japanischen Wassersteinen geschärft (Körnung 400–1500) und abgezogen (Körnung 3000 und feiner). Es kommen sowohl künstliche als auch natürliche Steine zur Anwendung.
Keinesfalls sollten ungekühlte, trockenlaufende Schleifmaschinen verwendet werden, da durch die Reibung punktuell hohe Temperaturen entstehen können, welche das Stahlgefüge verändern, wodurch Härte und Schnitthaltigkeit verloren gehen.

### Aufbewahrung
Hōchō sollten in eine Messerscheide gesteckt oder in einem Holzetui bzw. Messerblock aufbewahrt werden. Japanische Köche wickeln ihre Messer einzeln in Tücher.

### Reinigung und Pflege
Aufgrund der empfindlichen Schneiden und des nicht rostfreien Stahls sollten Hōchō nicht in der Spülmaschine gereinigt werden. Auch Holzgriffe werden in der Spülmaschine geschädigt. Stattdessen werden Hōchō mit warmem Wasser und Geschirrreiniger abgespült. Danach wird das Hōchō mit einem Tuch abgetrocknet.
Bestimmte Lebensmittel (z. B. Zwiebeln, Früchte) können Verfärbungen der Klingen hervorrufen. Sie sind gesundheitlich unbedenklich und können als Patina belassen werden. Traditionell werden zur Entfernung japanische Polierpulver (Kogosa, Uchiko) eingesetzt, ein Reiniger für Kochplatten oder Edelstahlflächen ist gleichermaßen geeignet.
Bei längerer Lagerung, besonders in feuchter Luft, wie sie in einer Küche vorhanden sein kann, ist es ratsam, die Klingen mit einem lebensmittelverträglichen Öl (z. B. Kamelienöl, „Tsubaki abura“) hauchdünn einzureiben. Traditionell wird dazu Reispapier verwendet, ein unparfümiertes Papiertaschentuch hat sich ebenfalls sehr bewährt.
Holzgriffe und hölzerne Schneideunterlagen können ebenfalls mit Öl behandelt werden. Geeignet sind viele Pflanzenöle. Walnussöl dunkelt das Holz nur wenig ab, ist relativ geruchs- und geschmacksneutral und härtet mit der Zeit aus.
Ballistol ist lebensmittelecht und für Stahl und Holz gut geeignet. Spezialöl H1 ist eine geruchslose und auch lebensmittelechte Variante von Ballistol.

## Trivia
Japanische Köche prüfen die Schärfe ihrer persönlichen Messer oft vor jedem Gebrauch (siehe hierzu Honbazuke).